# Orstom aoupinie
Orstom aoupinie är en spindelart som beskrevs av Raven 1994. Orstom aoupinie ingår i släktet Orstom och familjen Barychelidae.
Artens utbredningsområde är Nya Kaledonien. Inga underarter finns listade i Catalogue of Life.